# Tàu tuần tiễu lớp SO-1
Tàu tuần tiễu săn ngầm Đề án 201 (NATO đặt tên là lớp SO-1) là một loại tàu tuần tra kiêm chống ngầm do Liên Xô thiết kế và sản xuất, được đưa vào phục vụ trong Hải quân Liên Xô từ 1955. Tàu có 3 biến thể gồm phiên bản nguyên mẫu Đề án 201 sản xuất từ năm 1955-1958, phiên bản hiện đại hóa Đề án 201M và 201T sản xuất từ năm 1960.

## Đặc điểm
Tàu có kích thước nhỏ (41.9 x 6.1 x 1.8 m), trọng lượng tối đa khoảng 213 tấn, vận tốc tối đa đạt 25 hải lý/h, dự trữ hành trình là 7 ngày, thủy thủ đoàn đầy đủ gồm 27 sĩ quan và thủy thủ. Tàu thường thực hiện các nhiệm vụ tuần tra gần bờ, quanh các cửa biển, hải cảng quân sự, có khả năng chống tàu ngầm ở vùng nước nông, rải thủy lôi phong tỏa đường biển, phòng chống khủng bố, cướp biển và buôn lậu đường biển. Trang bị cho Hải quân và Biên phòng.
Hệ thống vũ khí của tàu Việt nam trang bị lại gồm 2 x pháo 37 mm 2 nòng và 2x pháo 25 mm 2 nòng 2M-31, 4 dàn pháo phản lực 5 ống phóng đạn chống ngầm RBU-1200 (gỡ bỏ), 24 bom chìm và 22 thủy lôi.

## Các tàu đã đóng
Có tổng cộng 188 chiếc thuộc lớp SO-1 được đóng tại 3 xí nghiệp đóng tàu Zelenodolsk, Khabarovsk và Kerch.
- Liên Xô Hạm đội Hải quân Xô Viết:
  - Hạm đội Biển Baltic: MPK-33, 35, 37, 49, 52, P-115, 149, 517, PSKR-209-211, 212, 222-226, 228, 229, 241-247, 262, №417, 463
  - Hạm đội Biển Đen: MPK-46, 53, PSKR-207, 213, 216, 218, 231, 240, 248-252, 259, 261, 263-266, Lgovskiy pioner, №583-585, 587
  - Hạm đội Thái Bình Dương: PSKR-233-238, 257, №302-306, 309, 310, 314, 318-321, 326-334
  - Hạm đội Biển Caspia: PSKR-201-203, №403, 404
- Algérie: 6

10/1965-10/1967: №651 10/1965, №652 10/1965, №653, №654, №655 10/1967, №656 10/1967 (ex- №570-572)
- Bulgaria: 6

№31 2.06.1963, №32 2.06.1963, №33 09.1963, №34 09.1963, №35 09.1963, №36 09.1963 (ex- №549-554). Then №41-46 (№41, 42, 45 loại biên chế 26.09.1981, №43, 44, 46 loại biên chế năm 1985)
- Việt Nam: 15

2 năm 1961, 4 năm 1964, 3 năm 1966, 2 tháng 09.1980, 2 tháng 05.1981, 2 tháng 09.1983: T25, T225, T27, T227, T29, T229, T31, T231. 4 chiếc cuối cùng gồm HQ-3274, 3275, 3277, 3278.
- Đông Đức

: 12
- Ai Cập: 12

Từ năm 1962-1967: Type 20 №211, 217, 222, 228, 230, 233, 239, 244, 251, 255, 262, 266 (ex- MPK-64, 71, №558, 562, 573-578). Loại biên chế năm 1986
- Iraq: 3

In 05.1962: №310-312. Bị đánh chìm năm 1991
- Trung Quốc: 1

№471
- CHDCND Triều Tiên: 13

Từ năm 1957-1961: №318-321, 326-334. 11 chiếc khác được sản xuất tại Triều Tiên dưới cái tên Tàu tuần tra lớp Soman
- Cuba: 15

№306, 310 (ex- P-579-581, №555-557, 563-565, 582-587). 6 tháng 09.1964 (№555-557, 563-565), 6 năm 1967
- Mozambique: 2
- Nam Yemen: 2